# Duma (píseň)

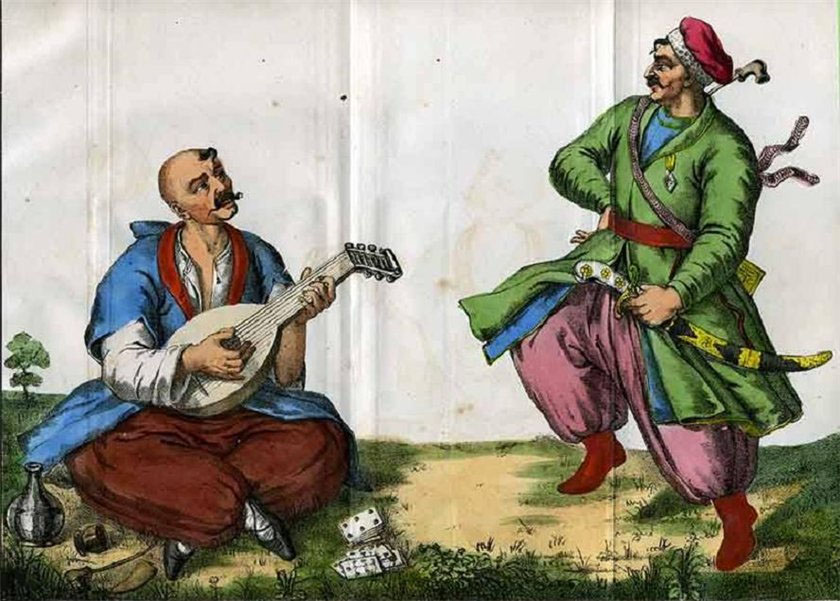
Kobzar

Duma, nebo také dumka, (ukrajinsky думa) je lyricko-epický žánr ukrajinské lidové slovesnosti, opěvující boje kozáků v 16. a 17. století proti Turkům, Tatarům a později také proti Polákům. Někdy popisují i soukromé události a zabývají se sociálními tématy.

## Původ a historie výzkumu dum

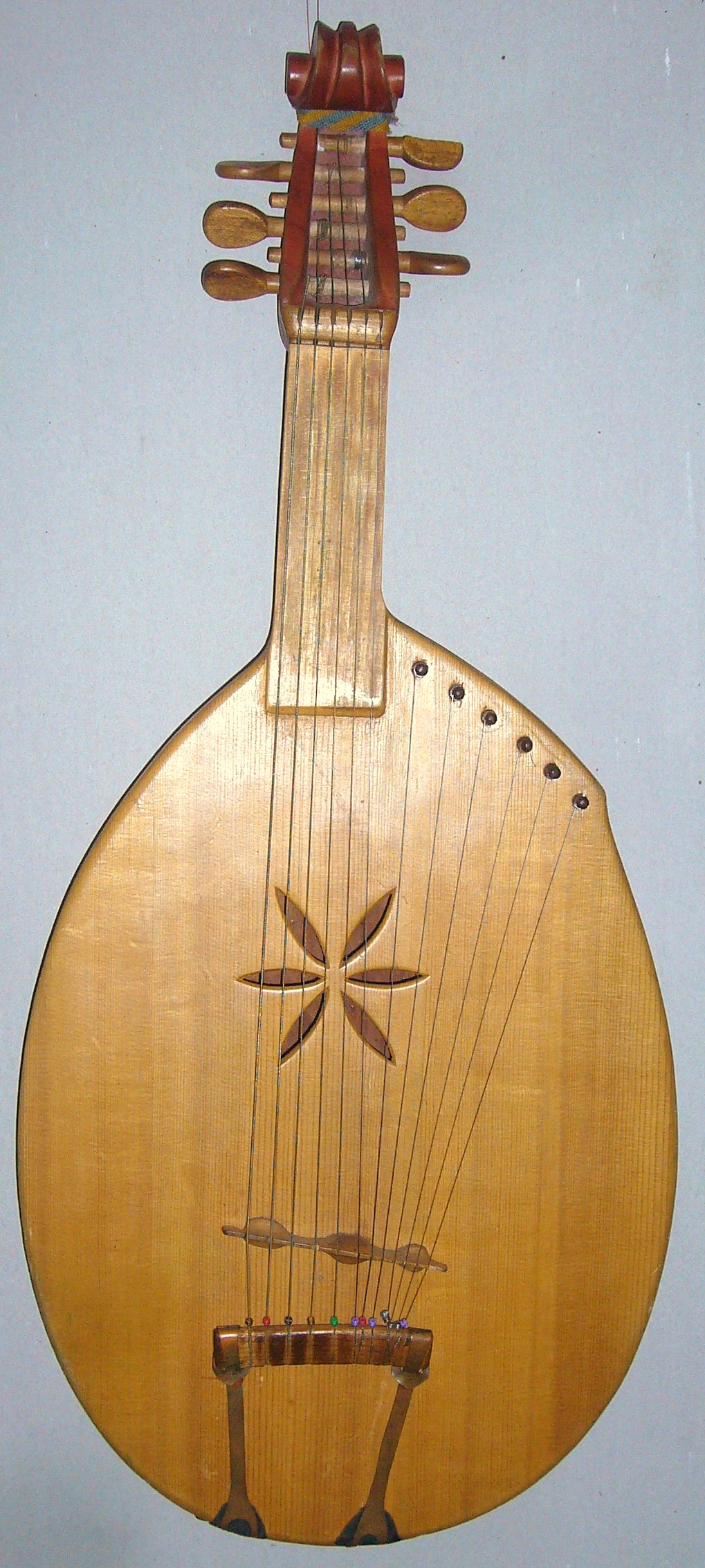
Kobza

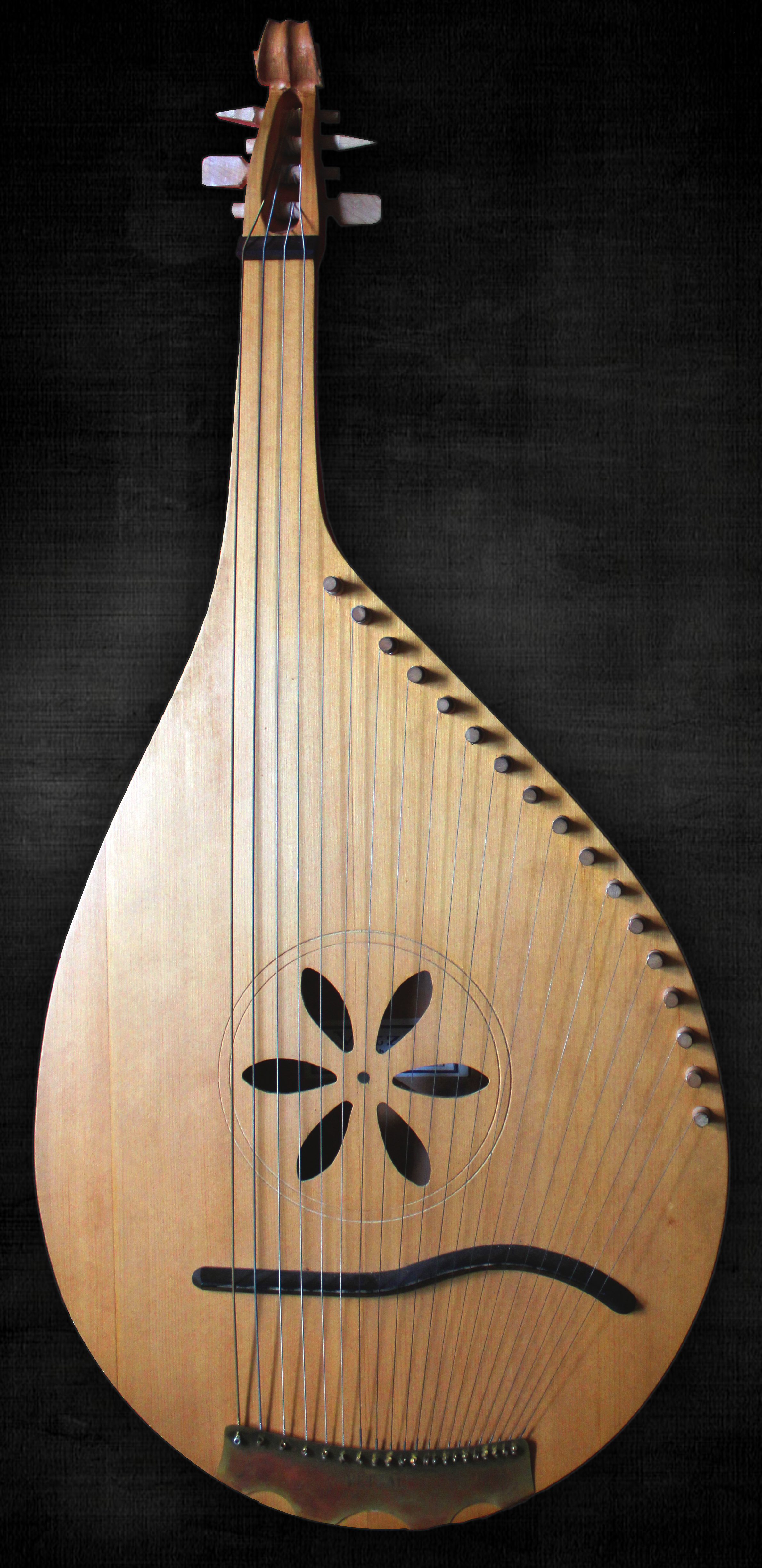
Bandura

Dumy vykazují poetické souvislosti se Slovem o pluku Igorově, což vede některé literární historiky k tvrzení, že vznikly na základě starých kyjevských epických forem. Nejstarší historická zmínka o dumách pochází až z roku 1587 z kroniky Annales polského historika Stanisława Sarnického, předpokládá se ale, že existovaly již dříve. Šířeny byly ústním podáním tzv. kobzarů, kteří je při jejich recitativním přednesu doprovázeli na kobzy, nebo bandury.
První knižní přepisy dum se začaly objevovat až na počátku 19. století ve sbírkách starých ukrajinských lidových písní. Nárůst zájmu o tento útvar se pak následně projevil v dílech významných romantických spisovatelů (například Taras Hryhorovyč Ševčenko, Nikolaj Vasiljevič Gogol, nebo Alexej Vasiljevič Kolcov).
Vědecký výzkum dum zahájil historik Nikolaj Ivanovič Kostomarov. Velký význam pro zkoumání dum mělo dílo Michalja Petroviče Drahomanova a Vladimira Bonifatjeviče Antonoviče Historické písně maloruského národa (Исторические песни малорусского народа), které vyšlo ve dvou dílech v letech 1874-1875 a obsahovalo rozsáhlý historický a srovnávací literární komentář. Z hlediska hudebního jako první dumy odborně popsal hudební skladatel Mykola Vitalijovyč Lysenko v publikaci Charakteristika hudebních zvláštností maloruských dum a písní (1874, Характеристика музыкальных особенностей малорусских дум и песен). Na Lysenka navázal Filaret Michajlovič Kolessa svou prací Melodie ukrajinských národních dum (1910–1913, Мелодії українських народних дум). Shrnutím dosavadního výzkumu je dvousvazkové dílo Kateryny Michajlovny Hruševské Ukrajinské lidové dumy (1927–1931, Українські народні думи).

## Charakteristika obsahu
Na rozdíl od balad a eposů jiných národů není v dumách nic fantastického. Jsou založeny na skutečných historických událostech, do jejichž popisů jsou vloženy náboženské a moralistické prvky. Vyznačují se nepravidelným rytmem, volným veršem, případně asonovaným rýmem. Jejich jazyk obsahuje mnoho archaismů a církevních slovanských výrazů a jeho bohatství i styl poukazuje na těsné spojení dum se starými lidovými písněmi. Ačkoliv je jejich hlavním tématem válka, zaměřují se hlavně na morální poselství a zobrazují ideál, podle kterého by se měl jedinec chovat ve vztazích s rodinou a společností. Mají pochmurné ladění a ve většině z nich dominuje tragika.

## Tematické rozdělení dum
Dumy lze rozdělit do dvou tematických cyklů.
První a starší cyklus tvoří dumy o bojích s Tatary a Turky, které lze podle obsahu rozdělit do čtyř hlavních skupin:
- dumy o tureckém zajetí,
- dumy o hrdinské smrti kozáků,
- dumy o úspěšném osvobození kozáků z otroctví a o jejich šťastném návratu do rodné země,
- moralizující písně o každodenním kozáckém životě.

Druhý cyklus se skládá z dum o boji kozáků s Poláky. Zde lze podle obsahu definovat dvě skupiny:
- dumy o osvobozenecké válce Bohdana Chmelnického proti polsko-litevské nadvládě
- dumy o sociálních tématech.